# Хадахан
Хадахан (бур. Хадахан — «горка, горочка»), также Ханьян (бур. Ханьян) — село в Нукутском районе Усть-Ордынского Бурятского округа Иркутской области. Входит в муниципальное образование «Хадахан» и является его центром.

## География
Село расположено в 94 км от районного центра, на высоте 457 м над уровнем моря.

## Природа
На Осинском острове (сейчас Осинский район), где первоначально располагалось село, зарегистрировано 10 видов птиц, в том числе включённых в Красную Книгу Иркутской области, среди которых большой баклан, огарь и черноголовый хохотун. Также на острове располагаются гнёзда с яйцами хохотуньи. Общая популяция этой птицы на острове оценивается в 1500—2000 особей и примерно 500 птенцов.

## Внутреннее деление
Состоит из 18 улиц:
- Административная
- Восточная
- Гагарина
- Дружная
- Ербанова
- Мира
- Молодежная
- Набережная
- Прибрежная
- Складская
- Складской пер.
- Совхозный пер.
- Солнечная
- Степная
- Тугутова
- Центральный кв-л.
- Школьная
- Школьный пер.

## Происхождение названия
В переводе с бурятского хадахан означает «горка», «горочка» (бур. хада — «гора» + уменьшительный суффикс -хан).
Матвей Мельхеев отмечал, что среди местных бурят село имеет также название Ханьян. Происходит оно от имени Ханьян-Хун — так звали предводителя одного из местных бурятских родов. При этом, название Хадахан топонимист считал производным от «Ханьян», что явно нецелесообразно.

## История
Первоначально населённый пункт располагался на Осинском (Хадаханском) острове на реке Ангаре. В то время там функционировал колхоз «Адууша», что в переводе с бурятского означает «Коневодство». В 1963 году в связи с созданием Братского водохранилища Осинский остров был в значительной степени затоплен, в связи с чем населённый пункт Хадахан был перенесён на новое место.

## Население
| 2002 | 2010  | 2011  | 2012 |
| ---- | ----- | ----- | ---- |
| 1130 | ↘1001 | ↘1000 | ↘997 |

## Известные уроженцы
- Пёохон Петров (1866—1943) — бурятский улигершин, сказитель народных эпосов-улигеров.